# Le Shundra Nathanová
LeShundra „Dedee“ Nathan (* 20. dubna 1968 v Birminghamu) je bývalá americká atletka, halová mistryně světa v pětiboji z roku 1999.
V devadesátých letech 20. století patřila do světové špičky vícebojařek. V roce 1995 skončila na světovém šampionátu v soutěži sedmibojařek osmá, na dalších dvou mistrovstvích světa (1997 a 2001) obsadila shodně sedmé místo.
Je dvojnásobná americká šampionka (2000 a 2001). Absolvovala gymnázium na South Side High School ve Fort Wayne, Indiana a později absolvovala Indiana University.

## Osobní rekordy
- 200 metrů – 24.11
- 800 metrů – 2:16,01
- 100 metrů překážek – 13.10
- Skok vysoký – 1,81 m
- Skok do dálky – 6,59 m
- Vrh koulí – 16.06 m
- Hod oštěpem – 50.08 m
- Pětiboj – 6577 bodů